# Une éducation algérienne : de la révolution à la décennie noire
Une éducation algérienne : de la révolution à la décennie noire est un essai autobiographique de Wassyla Tamzali paru le 21 août 2007 aux éditions Gallimard.
Dans le sous-titre de l'ouvrage, la révolution fait référence à la guerre d'Algérie qui se déroule de 1954 à 1962 en Algérie, devenue colonie française en 1830 puis divisée en départements en 1848. Ce conflit prend fin avec la reconnaissance de l'indépendance du territoire algérien le 5 juillet 1962,.
Quant à la décennie noire, il s'agit de la guerre civile algérienne qui oppose le gouvernement légitime, disposant de l’Armée nationale populaire (ANP), et divers groupes islamistes, à partir de 1991. Le conflit s'achève par la victoire des forces gouvernementales avec la reddition de l'Armée islamique du salut (AIS) et la défaite en 2002 du Groupe islamique armé (GIA),.

## Résumé
Wassyla Tamzali passe une enfance et une adolescence heureuses dans la douceur des odeurs d’orangers d'Algérie, mais tout bascule le 11 décembre 1957, alors qu'elle n'a pas 17 ans, avec l’assassinat de son père commis par un jeune membre du Front de libération nationale (FLN) et la récupération des biens familiaux qui s'ensuit. Cependant, se passionnant de politique, elle voit d’un œil favorable les évènements qui laissent présager pour l’Algérie et les algériens un avenir meilleur, en faisant sortir le pays du colonialisme pour construire son indépendance. Militante, elle s'engage dans des débats d'ampleur nationale et participe au projet d'élaboration d'une cinémathèque.
Mais les illusions se lézardent et s’effacent pour laisser place aux années noires du terrorisme dans lesquelles le front islamique du salut (FIS) joue les premiers rôles.
Pour l’auteure, le bilan est décevant « sans se résoudre à dire que c’est la fin », mais la situation la pousse finalement à exiler.
Le livre se conclut quelque trente quatre ans plus tard, en 1991, quand Wassyla Tamzali rencontre un ami de son père qui lui raconte les conditions de sa mort, ainsi que celles de son assassin, « le jeune patriote qui ne monterait jamais au maquis, exécuté par les Français ».

## Prix et distinctions
- En 2007, le livre est sélectionné sur la liste Médicis Essais[7].
- Le 14 mars 2008, il reçoit le prix Essai France Télévisions[8]. Wassyla Tamzali remporte ce prix par 16 voix contre 5 à Danièle Sallenave pour Castor de guerre (Gallimard) et 4 à Simone Bertière pour Mazarin, le maître du jeu (Éditions de Fallois)[8].

## Éditions
- Éditions Gallimard, 2007, 272 p.  (ISBN 978-2-07-078213-0)[9].
- Collection Folio Histoire, éditions Gallimard, 2012, 372 p.  (ISBN 2070445690)[10].